# Resolutie 2100 Veiligheidsraad Verenigde Naties
Resolutie 2100 van de Veiligheidsraad van de Verenigde Naties werd op 25 april 2013 unaniem aangenomen door de VN-Veiligheidsraad. Met deze resolutie richtte de Veiligheidsraad de MINUSMA-vredesmacht op, die vanaf 1 juli met 12.600 manschappen in Mali zou opereren.

## Achtergrond
Sedert de jaren 1990 hadden de Toearegs in het noorden van Mali hun eigen bestuurlijke zone. Zij probeerden al langer hun regio Azawad los te maken van Mali, maar enkele gevechten in 2006 leidden tot een akkoord met de regering. Na de Libische burgeroorlog in 2011 keerden velen van hen die voor Qadhafi hadden gevochten zwaar bewapend terug naar Mali. Ze begonnen er een veroveringstocht om er gewapenderhand het noorden van het land in te nemen. De regering en het leger konden hen niet de baas en na maanden van ontevredenheid over leiding en uitrusting pleegden soldaten een staatsgreep, waarbij ook president Touré werd verjaagd. Zij richtten een comité voor het herstel van de democratie op, maar droegen de macht over aan een overgangsregime onder leiding van de parlementsvoorzitter na onderhandelingen met de ECOWAS. In januari 2013 zetten de rebellen opnieuw een offensief naar het zuiden in. Franse grondtroepen ondersteund door troepen uit verschillende Afrikaanse landen zetten een tegenoffensief in en dreven hen terug naar het noorden.

## Inhoud

### Waarnemingen
Het offensief dat op 10 januari 2013 door terroristische, extremistische en gewapende groeperingen was ingezet werd zwaar veroordeeld. De snelle interventie door Frankrijk op vraag van Mali werd verwelkomd. Met hun steun en die van de ECOWAS-missie kon de territoriale integriteit van Mali hersteld worden. Ook de democratie en de grondwettelijke orde in het land moesten nu snel hersteld worden. Er moest een dialoog worden opgestart waar politieke groepen — ook zij die voor onafhankelijkheid pleitten maar bereid zijn het geweld te staken en banden met terreurgroepen te breken — actief aan moesten deelnemen. Verder uitte men nog bezorgdheid over de voedselcrisis in de Sahelregio en de mensenrechtenschendingen.

### Handelingen
De Malinese overgangsautoriteiten werden gevraagd zo snel als mogelijk presidents- en parlementsverkiezingen te houden. Van alle rebellengroepen werd geëist dat ze de wapens zouden neerleggen. Op alle partijen die hun banden met terreurorganisaties, waaronder Al Qaida in de Islamitische Maghreb, hadden doorgeneden werd aangedrongen de eenheid en territoriale integriteit van Mali te erkennen en mee te onderhandelen. Verder mocht het Malinese leger het politieke proces niet in de weg staan.
Er werd beslist de VN-multidimensionele geïntegreerde stabilisatiemissie in Mali of MINUSMA op te richten; waarin het huidige VN-kantoor in Mali, UNOM, zou worden opgenomen en die ook de taken van AFISMA, de ECOWAS-vredesmacht, zou overnemen. MINUSMA zou bestaan uit 11.200 militairen, reservebataljons inbegrepen, en 1440 agenten. De missie mocht ook samenwerken met UNMIL en UNOCI die in respectievelijk Liberia en Ivoorkust opereerden. Verder moesten de missies zeker op logistiek en administratief vlak middelen delen. MINUSMA kreeg een mandaat van twaalf maanden met de volgende hoofddoelstellingen mee:
- De belangrijkste bevolkingscentra stabiliseren en meewerken aan de uitbreiding van het staatsgezag over heel het land,
- De uitvoering van het overgangsplan van de regering, inclusief de dialoog en verkiezingen, ondersteunen,
- De bevolking en VN-personeel beschermen,
- De mensenrechten bevorderen,
- De levering van noodhulp ondersteunen,
- Het cultureel erfgoed van Mali helpen beschermen,
- Inspanningen om oorlogsmisdadigers voor de rechter te brengen ondersteunen.

Het Franse leger mocht bovendien MINUSMA te hulp schieten als de secretaris-generaal daar om vroeg. Deze clausule zou na zes maanden al herzien worden. Verder kwam er een Europese trainingsmissie, EUTM, om de Malinese veiligheidsdiensten op te leiden en te adviseren.

## Verwante resoluties
- Resolutie 2071 Veiligheidsraad Verenigde Naties (2012)
- Resolutie 2085 Veiligheidsraad Verenigde Naties (2012)
- Resolutie 2164 Veiligheidsraad Verenigde Naties (2014)
- Resolutie 2227 Veiligheidsraad Verenigde Naties (2015)

Lijst ·  2086 ·  2087 ·  2088 ·  2089 ·  2090 ·  2091 ·  2092 ·  2093 ·  2094 ·  2095 ·  2096 ·  2097 ·  2098 ·  2099 ·  2100 ·  2101 ·  2102 ·  2103 ·  2104 ·  2105 ·  2106 ·  2107 ·  2108 ·  2109 ·  2110 ·  2111 ·  2112 ·  2113 ·  2114 ·  2115 ·  2116 ·  2117 ·  2118 ·  2119 ·  2120 ·  2121 ·  2122 ·  2123 ·  2124 ·  2125 ·  2126 ·  2127 ·  2128 ·  2129 ·  2130 ·  2131 ·  2132